# 安積国造神社

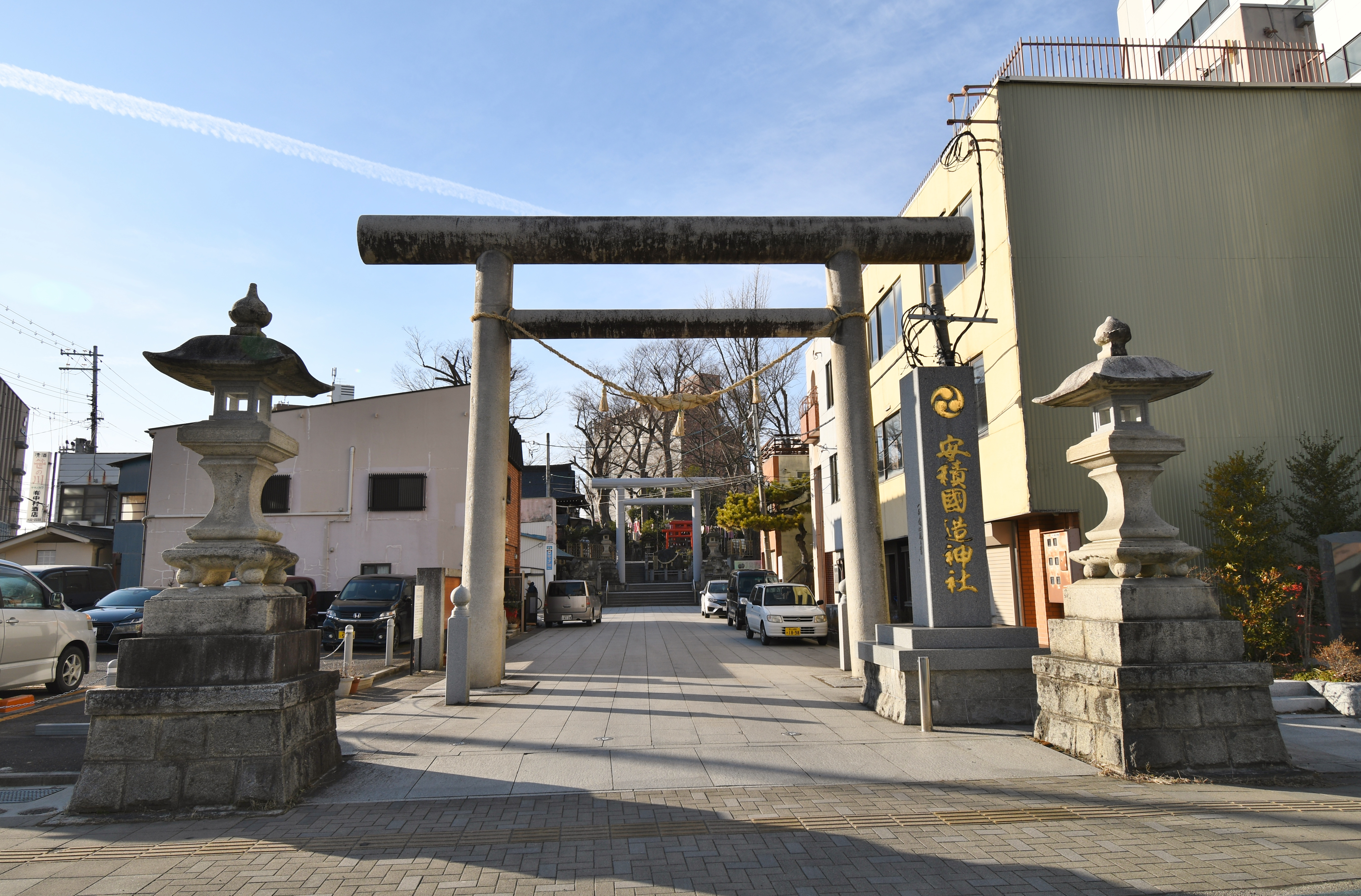
鳥居

安積国造神社（あさかくにつこじんじゃ）は、福島県郡山市清水台にある神社。旧社格は県社。

## 祭神
- 和久産巣日神
- 天湯津彦命
- 比止禰命
- 誉田別命
- 倉稲魂命

## 歴史
成務天皇5年、比止禰命が初代安積国造に任ぜられて安積国を建国し、神社を創建して和久産巣日神と天湯津彦命禰命を祀ったのが起源とされる。比止禰命の死後には比止禰命が、坂上田村麻呂の東征の際には八幡大神が同時に祀られ、八幡宮とも呼ばれる。
東北遠征時の源頼義・義家が戦勝祈願を行なったという記録も残る。

## 境内
- 本殿 - 総檜造り、高さ12m、1926年（大正15年）の再建。
- 拝殿 - 1810年（文化7年）の再建、市内では数少ない江戸時代の現存する建築物。
- 安積幼稚園 - 第62代宮司安藤貞重や弟の日本画家安藤重春により1948年（昭和23年）創立。
- 社務所・授与所 - お守りなどの授与、安積艮斎記念館の見学申し込みなど。
- 安積国造神社会館 - 4階に安積艮斎記念館を設置、目の前には銅像が立つ。
- 郡山八幡祠碑 - 1810年（文化7年）の社殿再建竣工を祝して1817年に建立、安積艮斎撰文で松平定常の銘が入った碑。
- 安積山の歌石碑 - 安積歴史塾の協力で昭和通り側の表参道脇に設置、万葉集に収められた地域ゆかりの「安積山の歌」の石碑。
- 郡山市耕地整理記念塔 - 旧郡山市役所と同じ宮田荘七郎の設計、1926年（大正15年）竣工のアール・デコ調の塔、境内南側。

## 摂末社
- 皇大神宮 - 天照大神を祀る、伊勢神宮から拝領した鳥居とともに本殿の右側に建つ。
- 安積天満宮 - 菅原道真とともに学問の神として安積艮斎も祀る、本殿左側。
- 白王稲荷神社 - この地の地主神で農業、食物、商売の神、江戸時代に高遠の商家が奉納した『高遠の透かし灯籠』などがある。
- 郡山市招魂社 - 靖国神社の分霊、市内からの出征兵士などを祀る。

## 文化財

### 福島県指定重要文化財
- 有形文化財
  - 安積艮齋関係資料（歴史資料） - 内訳は以下。安積国造神社所有、安積艮斎記念館保管。2009年（平成21年）4月3日指定。
    - 安積艮齋門人帳 5帳
    - 安積艮齋著書等 8点19冊
    - （附指定）門人帳収納箱 1合

## 表参道
なかまち夢通りから芭蕉通り、昭和通りと交差して（歩道橋あり）神社までの約200mが表参道と呼ばれ、鳥居が立ち、石畳の舗装になっている。沿道には地元の土産物店がある他、昔ながらの飲食店などが建ち並ぶ。また、かつては表参道を境に南を上町、北を下町と呼んでいた。

## その他
- 小栗忠順や吉田松陰らの師にあたる安積艮斎は第55代宮司安藤親重の三男であり、敷地内には艮斎の銅像や記念館がある。
- 秋に行われる例大祭は、郡山駅周辺を数多くの山車や神輿が練り歩く、郡山地方の秋の代表的な祭りとして定着している[3]。
- 毎年節分や7月31日には人形に罪穢をうつして祓い清める大祓が行われる。
- さくら通り側にある北参道の社号標は勝海舟の揮毫。

## 交通アクセス
- 鉄道：郡山駅（徒歩約8分）
- バス：福島交通清水台バス停下車（郡山駅から運賃100円均一区間内）